# Атанас Косев
Атанас Косев (*10 березня 1935, Русе — 7 лютого 2021) — болгарський композитор та поет. Автор музики для театру та кіно, музично-сценічних творів для дітей; творів для симфонічного оркестру, камерної та хорової музики. Всього створив понад 500 естрадних пісень. Випустив 8 книжок віршів.

## Біографія
Засновник та диригент першого Молодіжного симфонічного оркестру в Русе (1952).
Закінчив теоретичний факультет Національну музичну академію Болгарії (Болгарська державна консерваторія, 1964). Після цього працював головним редактором музичної редакції Болгарського національного телебачення (1974-1984). 
Професійно пише популярну музику, частина з яких стали хітами 1960—1970-х років. Зокрема, його пісню «Надежда» виконував відомий співак Борис Ґоджунов. 

## Для симфонічного оркестру
- “Гротески” (1975);
- “Фиорди” (1976);
- “Есенни пастели” симф. картина (1979);
- “Симфония 1300” (1981);
- “Олимпийска увертюра” (1993);
- “Концертен валс” (1994);
- “Урок по танц” (1995);
- “Дневникът на клоуна” (1996);
- Концерт за оркестра (1999);
- “Небивалици с Дон Кихот” (2000).

## Для струнного оркестру
- Сюїта №1 (1988),
- Сюїта №2 (1989),
- “Залез в оранжево” (1992);
- Прелюдія і фуґа (1994).

## Авторські пісні
- "Добър ден, последна любов",
- "Животът е красив",
- "На Елвис",
- "Моряци",
- "Бъди до мен",
- "Поморие"

## Фільмографія
- One Short Story (2007) (TV)
- Баш майсторът началник (1983)
- Баш майсторът на море (1982)
- Баш майсторът на екскурзия (1980)
- 100 тона щастие (1978)